# 東方虹龍洞 〜 Unconnected Marketeers.
『東方虹龍洞 〜 Unconnected Marketeers.』（とうほうこうりゅうどう アンコネクティド・マーケティアーズ）とは、同人サークルである上海アリス幻樂団制作の弾幕系シューティングゲームであり、東方Projectの第18弾にあたる作品である。東方Projectの弾幕系シューティングゲームは、『東方鬼形獣 〜 Wily Beast and Weakest Creature.』以来2年ぶりの作品となっている。
本作は、2021年3月21日に静岡で開催された第十八回博麗神社例大祭で体験版が頒布された。製品版は、同年5月4日に開催される「COMIC1 BS祭 スペシャル」内の「幻想神楽 5」にて頒布される予定であったが、新型コロナウイルスの再流行に伴う緊急事態宣言の発令に伴い、5月23日に延期された。これにより、5月4日にSteamでの配信を開始し、5月13日より委託販売が開始されることとなった。
本項では、以降は『虹龍洞』と称することとする。その他の本項で使用されている東方Project関連の略称については、東方Project#凡例を参照すること。

## システム
機体性能の異なる「博麗霊夢」「霧雨魔理沙」「十六夜咲夜」「東風谷早苗」の4種類の自機から1つ選択する。敵や敵弾に当たるとミスとなり残機が1つ減った上でその場で復活する。全ての残機を失うとゲームオーバーとなるが、コンティニューすればその場で復活しゲームを続行可能。コンテニューをして６面(最終面)のボスを倒すとバッドエンディング、コンティニューしないで6面（最終面）のボスを倒すとノーマルエンディングになる。条件を果たせばアナザーエンディングになる。コンティニューせずにクリアすれば、全1面のExtraステージが追加される。
本作では点符とグレイズが廃止され、新たに「資金力」システムが追加された。「資金力」アイテムをためることでアビリティカードを購入することができる。アビリティカードは「使用タイプ」「装備タイプ」「能力タイプ」「即効タイプ」の4種に大別される。
- 使用タイプ - 任意のタイミングで使用できるが、使用後クールタイムに入り一定時間使用不可能となる。
- 装備タイプ - 装備するとオプションが増える。
- 能力タイプ - 装備すると効果を発揮する。
- 即効タイプ - 入手すると即座に効果が発揮される。装備することはできない。

## あらすじ
巷に不思議なカードが流通していた。そのカードには数多の人間、妖怪の秘密が込められている様だった。何故、誰が何のために流通させたのか見当付かないまま、博麗神社の巫女である博麗霊夢は調査に出る。

## 登場人物

### 新規の登場人物
ここでは、『虹龍洞』が初出の登場人物を解説する。
豪徳寺 ミケ（ごうとくじ みけ）
招き猫。
豪徳寺の招き猫は本来白猫である中、三毛猫として生まれる。外見のため苦労していたが、本人は開き直っていたため、招き猫の修業ができず、「お金かお客のどちらかを招き入れるが、招き入れなかった方を遠ざける」という中途半端な能力になってしまう。このためどこのお店にも置いてもらえず、招き猫の社会から離れて妖怪の山で暮らしている。
山城 たかね（やましろ たかね）
山童。また山童のリーダー的存在である。
駒草 山如（こまくさ さんにょ）
山女郎。通称は駒草太夫（こまくさだゆう）。妖怪の山で天狗や河童、山童相手に博打を開いている。
作中では虹龍洞の門番のような振る舞いをしているが、その理由は特に述べられていない。
玉造 魅須丸（たまつくり みすまる）
勾玉作りを生業とする神様。霊夢の持っている陰陽玉を制作した本人でもある。
虹龍洞で採掘される龍珠は勾玉作りに向いているが、大天狗が龍珠を掘り出していると聞き、龍珠が天狗の手に渡ることと環境破壊の懸念から現地調査に来ていた。調査中にアビリティカードについて調べている霊夢たちと遭遇し、目的地はここではないと追い返す。
飯綱丸 龍（いいづなまる めぐむ）
大天狗。アビリティカードを作った張本人。
妖怪の山の烏天狗社会の頂点に座る。龍珠にわずかに魂を込める効果があることを知り、この効果を利用して娯楽品を作って儲けることを思いつく。儲けを一時的なものにしないために、龍珠を利用して作ったアビリティカードを広く流通させ、その交換専用の通貨システムを作ることによって通貨システムをも広めて大儲けすることを考え出す。そのためには独自の通貨システムで取引する理由が必要だということで、力を失っていた市場の神の千亦に目をつけ、市場の神の力で取引した場合のみカードに魔力が補充されてカードの能力が発動するという仕組みを作り出した。
菅牧 典（くだまき つかさ）
管狐。飯綱丸龍の腹心。「魂の弱い所に入り込む程度の能力」を持ち、彼女の助言に従った者は裕福になる、と思わせておいて実際は破滅の道を進む羽目になる。
龍と千亦の間の連絡を取り持ったり、百々世に指示を出したりしていた。
天弓 千亦（てんきゅう ちまた）
落ちぶれた商売の神。アビリティカードの流通を担っている。
「所有権を失わせる程度の能力」を持つ。人間は本来市場で物を売買することによって所有権を失うことができるが、近年は市場を介さずに物の売買が行われることが増え、所有権が氾濫していることを嘆いていた。龍から協力を持ち掛けられ、自らの力が利用されていることを知りながら、龍の目論見が成功するころには自分の力も完全に戻ることを見込んで話に乗る。カードが広く流通し、それにより神の力を取り戻しつつあった。
姫虫 百々世（ひめむし ももよ）
大蜈蚣。
龍から話を持ち掛けられ、虹龍洞を掘る役を担っていた。

### 既存の登場人物
ここでは、『虹龍洞』が初出ではない登場人物を解説する。
博麗 霊夢
博麗神社の巫女。カードに人間や妖怪の秘密が込められていると感じ、ひとまずカードの売人たちからカードを奪うつもりで調査に向かう。
霧雨 魔理沙
魔法使いの少女。カードに知っている人間や妖怪の魔力が込められていることに興味を抱き、カード集めに向かう。
十六夜 咲夜
紅魔館でメイドをしている少女。カードに興味を持ったパチュリー・ノーレッジに全てのカードを回収するよう命じられ、カード集めに向かう。
東風谷 早苗
守矢神社の風祝。カードの売人が妖怪の山を中心に活動しているため、カードの生産元も近くにあると考え、博麗神社に出し抜かれる前にと調査に向かう。
一部のエンディングではパチュリー・ノーレッジ、射命丸文、八坂神奈子が登場する。また、直接の登場はないが、アビリティカードの効果の説明で多くの既存の登場人物について言及されている。

## ステージ
| ステージ    | ステージタイトル                     | 場所               | 中ボス     | ボス       |
| ----------- | ------------------------------------ | ------------------ | ---------- | ---------- |
| STAGE 1     | 私雨、その後に Chase rainbows        | 妖怪の山麓         | 豪徳寺ミケ | 豪徳寺ミケ |
| STAGE 2     | 深奥の民 Secret Green Cliff          | 秘天崖             | 山城たかね | 山城たかね |
| STAGE 3     | 尊き高原に穿つ洞 Mine of High Land   | 偽天棚             | 駒草山如   | 駒草山如   |
| STAGE 4     | 伊弉諾物質 Mine of Izanagi Object    | 虹龍洞             | 陰陽玉     | 玉造魅須丸 |
| STAGE 5     | 大空は誰の物なのか Special Hierarchy | 妖怪の山 山頂      | 菅牧典     | 飯綱丸龍   |
| FINAL STAGE | 月虹市場 Lunar Rainbow Market        | 誰の物でも無い夜空 | 菅牧典     | 天弓千亦   |
| EXTRA STAGE | 終末への採掘 Apocalyptic Mining      | 虹龍洞             | 菅牧典     | 姫虫百々世 |

## 曲目リスト
1. 虹の架かる幻想郷 - タイトル
2. 妖異達の通り雨 - 1面のテーマ
3. 大吉キトゥン - 豪徳寺ミケのテーマ
4. 深緑に隠された断崖 - 2面のテーマ
5. バンデットリィテクノロジー - 山城たかねのテーマ
6. 駒草咲くパーペチュアルスノー - 3面のテーマ
7. スモーキングドラゴン - 駒草太夫のテーマ
8. 廃れゆく産業遺構 - 4面のテーマ
9. 神代鉱石 - 玉造魅須丸のテーマ
10. 待ちわびた逢魔が時 - 5面のテーマ
11. 星降る天魔の山 - 飯綱丸龍のテーマ
12. ルナレインボー - 6面のテーマ
13. あの賑やかな市場は今どこに　〜 Immemorial Marketeers - 天弓千亦のテーマ
14. 幻想の地下大線路網 - Extraステージのテーマ
15. 龍王殺しのプリンセス - 姫虫百々世のテーマ
16. 嵐の後の日曜日 - エンディング
17. 虹色の世界 - スタッフロール

## 評価
ニュースサイト「Gamer」のライター・つなよしは本作の体験版について、ゲームとしての楽しさもBGMもよい意味で昔と変わっていないとしつつも、本作で導入されたアビリティカードはある種のローグライクのようであり、新鮮だったと評している。ニュースサイト「AUTOMATON」のKeiichi Yokoyamaも、根幹は「いつもの東方」だが、プレイごとに新鮮で遊び甲斐があると評している